# Хрвоје Кечкеш
Хрвоје Кечкеш (Загреб, 17. март 1975) је хрватски филмски и позоришни глумац.

## Биографија
Хрвоје Кечкеш своје прве наступе и глумачке кораке остварује као аматер у Зекаему, а 1996. године уписује се на Академију сценских и драмских уметност у Загребу. Од тада бележи низ позоришних и филмских улога. Од 2002. године постаје члан глумачког ансамбла Сатиричког позоришта Керемпух из Загреба. Познат је по томе што ради као један од водитеља у Zuhra Light Show где има име Мирко, као и свој познати алтер-его, геј стилиста Данчи. Познат је и по улози Казимира Храстека из ситкома ХРТ-а Битанге и принцезе.

## Улоге
| Год.      | Назив                         | Улога                |
| --------- | ----------------------------- | -------------------- |
| 1999.     | Сунчана страна суботе         |                      |
| 2000.     | Најмањи човјек на свијету     |                      |
| 2000.     | Вишње у ракији                |                      |
| 2000.     | Велико спремање               | Гњуро                |
| 2001.     | Ајмо жути                     | навијач              |
| 2001.     | Холдинг (2001)                | Бугарин              |
| 2001.     | Краљица ноћи                  | Џамбо                |
| 2001.     | 24 сата                       |                      |
| 2002.     | Реци Саша што је?             |                      |
| 2002.     | Не дао бог већег зла          | пекар                |
| 2003.     | Ту                            | Дудин брат           |
| 2003.     | Испод црте                    | Хрвоје               |
| 2003.     | Лети, лети                    | Динин дечко          |
| 2004.     | Бор Ли: Чувај се сињске руке! | дебели шеф           |
| 2004.     | Златни врч                    | полицајац            |
| 2005.     | Мртви кутови                  | заштитар             |
| 2005-2010 | Битанге и принцезе            | Казимир Храстек Казо |
| 2006.     | Караула                       | Миљенко              |
| 2006.     | Цимер фрај                    | Ерстехајзи           |
| 2007.     | Пјевајте нешто љубавно        | Жлајфа               |
| 2007.     | 69                            | водитељ              |
| 2010.     | Монтевидео, Бог те видео!     | Јосип Риболи         |
| 2010.     | Лов у мутном                  | Миро                 |
| 2010.     | Тито (ТВ серија)              | Сике                 |
| 2010.     | Стипе у гостима               | Миро                 |
| 2013.     | Почивали у миру (ТВ серија)   | Иван Табак           |